# Distretto di Púchov
Il distretto di Púchov (in slovacco: okres Púchov) è un distretto della regione di Trenčín, nella Slovacchia occidentale.
Fino al 1918, il territorio dell'attuale distretto faceva parte della contea ungherese di Trenčín.

## Geografia antropica
Il distretto è composto da 1 città e 20 comuni:

### Città
- Púchov

### Comuni
- Beluša
- Dohňany
- Dolná Breznica
- Dolné Kočkovce
- Horná Breznica
- Horovce
- Kvašov
- Lazy pod Makytou
- Lednica
- Lednické Rovne
- Lúky
- Lysá pod Makytou
- Mestečko
- Mojtín
- Nimnica
- Streženice
- Visolaje
- Vydrná
- Záriečie
- Zubák